# سنهاليون
سنهاليون (باللغة السنهالية සිංහල ජාතිය) وهم مجموعة عرقية هندو أوروبية تتواجد في سريلانكا وهم السكان الأصليون لها، وهم أكبر عرقية في سريلانكا حيث يكونون نسبة 75 % من شعب سريلانكا أي ما يضاهي حوالي 15 مليون، يتكلمون باللغة السنهالية، ويعتنق أغلبهم البوذية التيرافادية مع وجود أقليات تعتنق المسيحية.

## تاريخ
دوّن التاريخ المبكر للسنهاليين ضمن وثيقتين، ماهافامسا، المكتوبة بلغة بالي حوالي القرن الرابع الميلادي، وكولافامسا (الجزء الأول كتب ربما على يد الراهب البوذي دهاماكيتي في القرن الثالث عشر). تغطي هذه المصادر القديمة تاريخ مملكتي أنورادابورا وبولوناروا السنهاليتين القديمتين اللتين استمرتا مدة 1500 سنة. تصف وثيقة ماهافامسا حقول الأرز والخزانات، مشيرة إلى وجود مجتمع زراعي متطور.

### فترة ما قبل أنورادابورا
غادر الأمير فيجايا برفقة أتباعه البالغ عددهم 700 سوباراكا، وحط رحاله في موقع يعتقد المؤرخون أنه في مقاطعة بوتالام، جنوب مانار اليوم، وأسس مملكة ثامباباني. تشير المصادر إلى أن فيجايا وصل في يوم وفاة بوذا (بارينيرفانا). فاستولى فيجايا على عاصمة تامباباني وسرعان ما أصبحت الجزيرة بأكملها تحت ذلك الاسم. كانت تامباباني مسكونة في الأصل وتحكمها الياخاس (الأرواح الطبيعية)، وعاصمتها سيسافاتو ولكتهم تدعى كوفيني. وفقًا لتفسير ساميوتا، بلغ اتساع تامباباني 220 كيلومتر.
وفي نهاية حكمه، أرسل فيجايا، الذي واجه صعوبة في اختيار خلفه، رسالة إلى مدينة أسلافه، سينهابورا، داعيًا أخاه لتولي العرش. غير أن فيجايا مات قبل أن تصل الرسالة وجهتها، وبالتالي أصبح رئيس الدولة المنتخب (أوباتيسا) وصيًا على العرش وبقي في منصبه مدة عام. بعد تتويجه، الذي عقد في مملكة تامباباني، ترك المملكة، وبنى واحدة غيرها تحمل اسمه. عندما كان ملكًا، أنشأ العاصمة الجديدة «أوباتيسا»، التي نقل إليها المملكة من تامباباني. عندما وصلت رسالة فيجايا، كان سوميتا قد خلف أباه ملكًا، وبالتالي أرسل ابنه باندوفاسديفا ليحكم أوباتيسا نوارا.
كانت أوباتيسا نوارا على بعد سبعة أو ثمانية أميال إلى الشمال من مملكة تامباباني. سميت تيمنًا بالملك أوباتيسا، الذي كان رئيس وزراء فيجايا. تأسست في عام 505 قبل الميلاد بعد وفاة فيجايا ونهاية مملكة تامباباني.

### فترة أنورادابورا
في عام 377 قبل الميلاد، نقل الملك باندوكاهايا (437-367 قبل الميلاد) العاصمة إلى أنورادابورا وطورها لتصبح مدينة مزدهرة. سميت أنورادابورا (أنورابورا) على اسم الشخص الذي أسس القرية وأيضًا على اسم جد باندوكابهايا الذي كان يعيش هناك. اشتق الاسم أيضًا من مجموعة نجمية تدعى أنورا. كانت أنورادابورا عاصمة كل الملوك الذين حكموا من السلالة الحاكمة.
عرف حكام مشهورون من أمثال دوتاغاماني، فالاغامبا، وداتوسينا بهزيمة الهنود الجنوبيين واستعادة السيطرة على المملكة. من بين الحكام الآخرين المشهورين بالانجازات العسكرية غاجاباهو الأول، الذي شن غارة على الغزاة، وسينا الثاني، الذي أرسل جيوشه لمساعدة الأمير الباندي.

### بولوناروا والفترة الانتقالية
خلال العصور الوسطى، عرفت سري لانكا جيدًا بازدهارها الزراعي في عهد الملك باراكراماباهو في بولوناروا، وعرفت الجزيرة خلال تلك الفترة بكونها مصنع الأرز في الشرق. في وقت لاحق من القرن ال‍ثالث عشر، قسمت المقاطعات الإدارية في البلد إلى ممالك ورئاسات مستقلة: مملكة سيتاواكا، ومملكة كوت، ومملكة جافينا، ومملكة كانديان. أدى هجوم الملك ماغا في القرن الثالث عشر إلى هجرة السنهاليين إلى مناطق ليست واقعة تحت سيطرته. عقب هذه الهجرة فترة من الصراع بين الزعماء السنهاليين الذين حاولوا فرض هيمنة سياسية. في القرن الخامس عشر، كان باراكراماباهو السادس الملك السنهالي الوحيد الذي تمكن خلال تلك الفترة من إعادة الوحدة إلى كامل الجزيرة. زادت التجارة أيضًا خلال تلك الفترة، وذلك مع بدء سري لانكا تداول القرفة وقدوم عدد كبير من التجار المسلمين إلى الجزيرة.
في القرن الخامس عشر، تشكلت مملكة كاندي التي قسمت السنهاليين سياسيًا إلى دولة عليا وأخرى دنيا.

### التاريخ الحديث
لدى السنهاليين معدل ولادات مستقر وعدد سكان ينمو بوتيرة بطيئة مقارنة بالهند وغيرها من البلدان الآسيوية.